# Contrato de futuros
Contrato de futuros, também chamado contrato futuro, é um tipo de contrato derivativo. 
Os contratos de futuros são contratos de compra e venda padronizados, notadamente no que se refere às características do produto negociado, conforme regulamentação da Bolsa. Através desses contratos, as partes compradora e vendedora se comprometem a comprar e vender determinada quantidade de um ativo financeiro ou ativo "real" (bens tangíveis), em uma data futura, a um preço predeterminado. Por serem padronizados, os contratos futuros são negociáveis em bolsa. Constituem a base do chamado mercado futuro  ou mercado de futuros. 

## Usos
Os contratos futuros são utilizados tanto para a proteção (hedge) quanto para a especulação. Por exemplo, se um investidor possui um passivo em dólar, e teme que a cotação da moeda vá aumentar, pode comprar contratos futuros à cotação atual, de forma que o que ele perderia ao ter uma dívida maior a pagar, ganha ao ter um contrato a um preço maior a vender (devido à valorização da moeda), ficando sem lucro nem prejuízo. Da mesma forma, se a cotação cair, o que ele ganharia na redução da dívida, perde no mercado futuro devido à desvalorização do contrato, ficando, de qualquer forma, sem prejuízo. Do outro lado da operação está o especulador, que aposta em uma cotação futura com o intuito de ter lucro no mercado de futuros, sem um passivo associado - desta forma, o especulador é necessário para aquele que quer proteger-se, e vice-versa. Além da cotação de moedas, são negociados ainda futuros de índice, preços da saca de café, de soja, etc, e produtores destes insumos comumente usam os mercados futuros para se proteger das variações de preço.

## Minicontratos
Para facilitar o acesso de pessoas físicas a esse tipo de mercado a Bolsa de Valores brasileira, a B3, criou os minicontratos de índice e de dólar, que seguem os moldes dos contratos padrões, mas com o valor de apenas 20% do contrato cheio.

## Contrato a termo
Tal como no contrato a termo tradicional, o contrato futuro estabelece a liquidação física ou financeira (mediante a concretização da compra e venda de certa quantidade de uma mercadoria ou ativo financeiro) em data futura, por um preço estipulado. Porém, enquanto no mercado a termo os compromissos são liquidados integralmente nas datas de vencimento, no mercado futuro o contratante não precisa "carregar sua posição" até a data de vencimento. Isto é possível porque, nos contratos futuros, os preços dos ativos são ajustados diariamente, segundo as expectativas do mercado - expressas pelas cotações desses ativos na Bolsa. O contratante pode, assim, negociar e transferir sua obrigação para outra pessoa, antes da data de vencimento do contrato, auferindo lucro ou prejuízo, conforme o preço do dia. Dada a possibilidade de liquidação a qualquer momento, diz-se que os contratos futuros são muito mais líquidos do que os contratos a termo tradicionais.